# Hassan Ridgeway
Hassan Ridgeway (Richmond, 2 novembre 1994) è un giocatore di football americano statunitense che milita nel ruolo di defensive tackle per gli Houston Texans della National Football League (NFL). Fu scelto nel corso del 4º giro (116º assoluto) del Draft NFL 2016 dai Colts. Al college ha giocato a football per Texas.

## Carriera universitaria
Ridgeway frequentò l'Università del Texas ad Austin e giocò per i Texas Longhorns dal 2012 al 2015. In quattro stagioni disputò 36 partite (18 da titolare), totalizzò 92 tackle combinati (58 singoli), 9,5 sack, due fumble recuperati (uno ritornato per touchdown) e un passaggio deviato.

## Carriera professionistica

### Indianapolis Colts
Ridgeway fu scelto nel corso del quarto giro (116º assoluto) nel Draft NFL 2016 dagli Indianapolis Colts. Debuttò come professionista nel primo turno contro i Detroit Lions, mettendo a segno un tackle. Nella sua stagione da rookie disputò tutte le 16 partite, 5 delle quali come titolare, con 21 tackle e 1,5 sack. Nella stagione 2017, Ridgeway disputò tredici partite (una da titolare) e totalizzò 14 placcaggi combinati (5 singoli), 3 sack e una safety.
Nella stagione 2018 disputò solamente cinque partite, mettendo a segno sei placcaggi totali (cinque solitari e uno assistito).

### Philadelphia Eagles
Nel 2019 Ridgeway fu scambiato con i Philadelphia Eagles.

### San Francisco 49ers
Il 21 marzo 2022 Ridgeway firmò un contratto di un anno con i San Francisco 49ers.

### Houston Texans
Il 13 marzo 2023 Ridgeway firmò con gli Houston Texans un contratto di un anno del valore di 3,25 milioni di dollari.